# Barkakana
Barkakana is een census town in het district Ramgarh van de Indiase staat Jharkhand. 

## Demografie
Volgens de Indiase volkstelling van 2001 wonen er 16872 mensen in Barkakana, waarvan 54% mannelijk en 46% vrouwelijk is. De plaats heeft een alfabetiseringsgraad van 68%. 